# Sven Moberg (arkitekt)

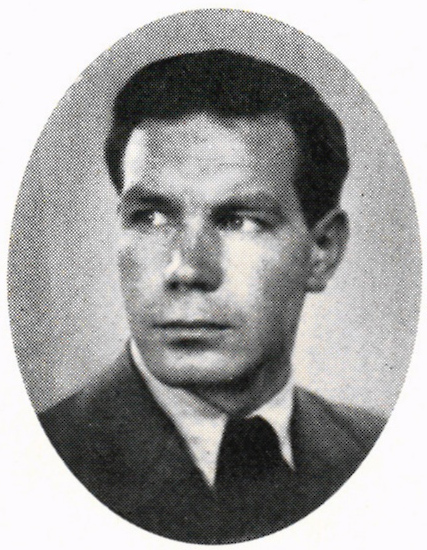
Sven Moberg.

Sven Richard Moberg, född 10 september 1912 i Jönköping, död 2 juni 2001 i Lund, var en svensk arkitekt.
Moberg avlade studentexamen i Jönköping 1932 och utexaminerades från Kungliga Tekniska högskolan 1941. Han var anställd hos professor Lars Israel Wahlman och därefter hos arkitekt Carl-Otto Hallström och bedrev även egen arkitektverksamhet. Han var stadsarkitekt i Arboga stad från 1949 till mitten av 1950-talet. Han var därefter stadsarkitekt i Tierps köping med flera landskommuner till 1964, varefter han blev vice stadsarkitekt i Lunds stad. Han var medarbetare i "Blandaren" 1935.